# Hirut Meshesha
Hirut Meshesha Mero (amharisch ሂሩት መሸሻ; * 20. Januar 2001) ist eine äthiopische Leichtathletin, die sich auf den Mittelstreckenlauf spezialisiert hat.

## Sportliche Laufbahn
Erste internationale Erfahrungen sammelte Hirut Meshesha bei den Jugendweltmeisterschaften 2017 in Nairobi, bei denen sie in 2:06,32 min die Bronzemedaille im 800-Meter-Lauf gewann. Im Jahr darauf siegte sie in 2:04,66 min bei den Jugendafrikaspielen in Algier und gewann bei den Olympischen Jugendspielen in Buenos Aires die Bronzemedaille. 2019 musste sie sich bei den Juniorenafrikameisterschaften in Abidjan in 2:04,70 min nur der Kenianerin Jackline Wambui geschlagen geben. Ende August siegte sie bei den Afrikaspielen in Rabat in 2:03,16 min. Im September 2021 stellte sie in Chorzów mit 2:35,74 min einen neuen äthiopischen Landesrekord im 1000-Meter-Lauf auf. Im März 2022 konnte sich Meshesha bei globalen Titelkämpfen in der allgemeinen Klasse erstmals in den Medaillenrängen platzieren. Bei den Hallenweltmeisterschaften in Belgrad gewann sie nach 4:03,39 min die Bronzemedaille über 1500 Meter hinter ihren Landsfrauen Gudaf Tsegay und Axumawit Embaye. Anfang Juni siegte sie in 3:57,30 min beim Meeting International Mohammed VI d’Athlétisme de Rabat und anschließend in 4:03,79 min bei der Golden Gala Pietro Mennea. Im Juli erreichte sie bei den Weltmeisterschaften in Eugene das Finale über 1500 Meter und belegte dort in 4:05,86 min den zwölften Platz, ehe sie beim Memoriał Kamili Skolimowskiej mit 4:00,93 min auf Rang drei gelangte. 2023 wurde sie bei der Bauhaus-Galan in 4:03,01 min Dritte und anschließend schied sie bei den Weltmeisterschaften in Budapest mit 4:04,27 min im Halbfinale aus. Im Jahr darauf gelangte sie bei den Hallenweltmeisterschaften in Glasgow mit 8:34,61 min auf den siebten Platz im 3000-Meter-Lauf. Kurz darauf siegte sie bei den Afrikaspielen in Accra mit neuem Spielerekord von 4:05,71 min über 1500 Meter.
2019 wurde Meshesha äthiopische Meisterin im 800-Meter-Lauf.

## Persönliche Bestzeiten
- 800 Meter: 1:58,54 min, 16. Juni 2022 in Castellón de la Plana
  - 800 Meter (Halle): 2:03,02 min, 14. Februar 2021 in Val-de-Reuil
- 1000 Meter: 2:35,74 min, 5. September 2021 in Chorzów
- 1500 Meter: 3:54,87 min, 16. Juli 2023 in Chorzów
  - 1500 Meter (Halle): 3:56,47 min, 6. Februar 2024 in Toruń
- 1 Meile: 4:20,00 min, 15. Juni 2023 in Oslo
  - 1 Meile (Halle): 4:19,53 min, 30. Januar 2024 in Ostrava
  - 3000 Meter (Halle): 8:28,46 min, 3. Februar 2024 in Metz